# السد الأثري
السد الأثري  هو معلم أثري تونسي مصنف من قبل المعهد الوطني للتراث يقع في ولاية الكاف في الوسط الغربي التونسي، تحديدا في مدينة هنشير قرقور تم تصنيف المعلم في يوم 12 ماي 1901.

## مقالات ذات صلة
- قائمة المعالم الأثرية المصنفة في تونس